# Koleje wojny
Koleje wojny (ang. Fortunes of War, 1987) – brytyjski serial obyczajowy w reżyserii Jamesa Cellana Jonesa.
Światowa premiera serialu miała miejsce 11 października 1987 roku na antenie BBC. Ostatni odcinek serialu został wyemitowany 22 listopada 1987 roku. W Polsce serial nadawany był dawniej na kanale TVP2.

## Obsada
- Emma Thompson jako Harriet Pringle
- Kenneth Branagh jako Guy Pringle
- Charles Kay jako Dobson
- Mark Drewry jako Dubedat
- Ronald Pickup jako książę Yakimov
- Harry Burton jako Sasha Drucker
- Rupert Graves jako Simon Boulderstone
- Ciaran Madden jako Angela Hooper

i inni

## Spis odcinków
| N/o            | Tytuł angielski               |
| -------------- | ----------------------------- |
|                |                               |
| SERIA PIERWSZA |                               |
|                |                               |
| 01             | The Balkans: September 1939   |
|                |                               |
| 02             | Romania: January 1940         |
|                |                               |
| 03             | Romania: June 1940            |
|                |                               |
| 04             | Greece: October 1940          |
|                |                               |
| 05             | Egypt: April 1941             |
|                |                               |
| 06             | Egypt: September 1942         |
|                |                               |
| 07             | The Middle East: January 1943 |
|                |                               |